# Jelena Beljakovová
Jelena Anatoljevna Beljakovová (rusky Елена Анатольевна Белякова; * 7. dubna 1976, Moskva) je bývalá ruská atletka, jejíž specializací byl skok o tyči.

## Kariéra
Jejím největším úspěchem je stříbrná medaile, kterou vybojovala na halovém mistrovství Evropy 2000 v belgickém Gentu, kde se o druhé místo podělila s německou tyčkařkou Christine Adamsovou. Obě tehdy překonaly napodruhé 435 cm. Zlato získala Pavla Hamáčková za 440 cm.
V roce 1998 získala zlatou medaili na Hrách dobré vůle v New Yorku. O rok později se umístila na osmém místě na MS v atletice v Seville, kde se ženská tyčka uskutečnila vůbec poprvé. Na letních olympijských hrách 2000 v Sydney nezaznamenala v kvalifikaci ani jeden platný pokus a skončila v soutěži se třemi křížky, stejně jako její krajanky Světlana Feofanová a Jelena Isinbajevová, které o čtyři roky později získaly na olympiádě v Athénách stříbro respektive zlato. V roce 2002 na halovém ME ve Vídni obsadila 8. místo a na evropském šampionátu v Mnichově skončila těsně pod stupni vítězů, na 4. místě. O bronz ji připravil jen horší technický zápis před Němkou Yvonne Buschbaumovou. Na MS v atletice 2003 v Paříži překonala 445 cm, což stačilo na konečné 8. místo.

## Osobní rekordy
- hala - 455 cm - 21. února 2001, Pireus
- venku - 460 cm - 10. srpna 2003, Tula